# Храм Димитрия Ростовского (Барнаул)
Храм Святителя Димитрия Ростовского (Димитриевская церковь) — православный храм в Барнауле. Освящён во имя святителя Димитрия Ростовского. Приказом Управления государственной охраны объектов культурного наследия Алтайского края от 18.11.2019 № 482 включена в перечень выявленных объектов культурного наследия.
Церковь расположена на пересечении площади Спартака и улицы Пушкина в Центральном районе города.

## История

Вход в церковь Дмитрия Ростовского, с открытки начала XX века

Построена по указу Тобольской Духовной консистории в 1829—1840 годах (архитекторы Я. Н. Попов, А. И. Молчанов, Л. И. Иванов) на средства Колывано-Воскресенских заводов как домовая церковь при заводской богадельне, входившей в ансамбль Демидовской площади.

Проект восстановления первоначального облика

Церковь-ротонда была построена из камня в виде цилиндрического храма с круглым основным объёмом и крестообразно расположенными небольшими ризалитами по сторонам света в стиле классицизма. Иконы и настенные росписи выполнял академик живописи М. И. Мягков.
В советское время дополнена пристройкой с севера, изменяющей стиль до неузнаваемости.
4 июня 1920 года церковь была закрыта, а в последующие годы здесь располагались «музей изящных искусств», киноклуб, спортивное общество «Спартак», клуб краевого совета промысловой кооперации, магазины и другие организации.
В апреле 1991 года сгорел и обрушился купол храма.
В середине 1990-х годов здание вновь передано Барнаульской епархии, продолжаются работы по её восстановлению, так 19 мая 2009 года над куполом храма был установлен крест, освященный епископом Барнаульским и Алтайским Максимом.
11 ноября 2011 года церковь была восстановлена полностью, однако позднейшая пристройка не была разобрана.